# (210213) Hasler-Gloor
Pour les articles homonymes, voir Hasler (homonymie) et Gloor.
(210213) Hasler-Gloor est un astéroïde de la ceinture principale.

## Description
(210213) Hasler-Gloor est un astéroïde de la ceinture principale. Il fut découvert le 11 septembre 2007 à Winterthour par Markus Griesser. Il présente une orbite caractérisée par un demi-grand axe de 2,62 UA, une excentricité de 0,28 et une inclinaison de 12,6° par rapport à l'écliptique.

## Compléments